# Nákó Sándor
Nagyszentmiklósi gróf Nákó Sándor (Bécs, 1871. december 23. – Budapest, 1923. május 26.) hadnagy, Fiume kormányzója.

## Élete
Nákó Sándor gróf (1846-1889) és Wittenberg Szabina Erzsébet (1854-?) fiaként született katolikus, macedóniai származású magyar főnemesi család sarja. Nagymamája az erdélyi örmény származású Gyertyánffy Berta.   
Tanulmányai befejeztével a hadseregbe lépett, a 6. számú huszárezred hadnagya volt, majd csakhamar ki is lépett a katonai szolgálatból. 1894 és 1896 között nagy utazásokat tett, gyakorlatilag körbeutazta a világot. Hazatérve nagyszentmiklósi birtokán gazdálkodott. Megkapta a császári és királyi kamarási címet, 1901-ben pedig az örökös jogú főrendiházi családok képviselőjükké választották, így a főrendiház tagja lett. Az 1906-os országgyűlési választásokon Nagyszentmiklós képviselője lett az Alkotmánypárt színeiben, de kisvártatva le is mondott. 1906. május 24-étől több mint 3 éven át Fiume kormányzói, és a Fiumei Tengerészeti Hatóság elnöki székében is ült. Fenti tisztségein és címein kívül még valóságos belső titkos tanácsos is volt.

## Családja
Kétszer nősült, első felesége kisfaludi és lubellei báró Lipthay Eszter (1889-1955); második neje: Hildegarde Maria Peters (1895-1974). Első hitvesétől idősebbik, második nejétől ifjabbik leánya született:
- Berta Erzsébet Gizella Eszter Mária (1898-?), férje báró Berg Tibor (1893-1987)
- Erzsébet Hildegard Berta Malvina Terézia Mária (1922-?)